# 连续集
连续集是测度论中的概念。给定测度{\displaystyle \mu }中的波莱尔集{\displaystyle \mathbf {B} }是连续集当且仅当：
{\displaystyle |\mu |(\partial B)=0\,.}
在测度{\displaystyle \mu }上的所有连续集的集合构成一个环。
类似地，对一个给定的随机变量{\displaystyle \mathbf {X} }，一个波莱尔集{\displaystyle \mathbf {B} }是连续集，当且仅当
{\displaystyle \mathbb {P} (X\in \partial B)=0,}
否则称{\displaystyle \mathbf {B} }为不连续集。所有不连续集的集合是稀疏的。特别的，对于两两不交的波莱尔集的集合，其中至多有可数多个集合是不连续集。
对于拓扑上的映射{\displaystyle f}，其连续集{\displaystyle C(f)}是指其所有的连续点的集合：
{\displaystyle C(f)=\{x|\,f\,}在{\displaystyle x}处连续{\displaystyle \}}